# ジオン・モレノ
ジオン・モレノ（Zión Moreno、1995年2月23日 - ）はアメリカ人女優兼モデル。彼女は彼女のテレビの役割のために知られているNetflixのシリーズコントロールZと2021年HBO Maxのリブートゴシップガール。

## 幼少期
モレノはテキサス州エルパソでメキシコ人の両親に生まれました。彼女の母親はチワワ出身で、父親はモンテレー出身です。彼女はニューメキシコ州アルバカーキで育ち、家でスペイン語を話しました。  
モレノはトランスジェンダーの女性であり、彼女がまだ学校にいる間に変化が起きた。彼女は仲間からのいじめに直面しました。 

## キャリア
モレノは19歳でニューヨークに移り、モデルの仕事をしていました。 彼女はウィルヘルミーナ、エリート、スレイのマネジメントにスカウトされました。 彼女は当初、モデルが難しいと思っていたので、女優活動をしてから、モデルをより高く評価するようになりました。 
彼女はカンヌで開催された2017MIPCOMでDiversifyTVAwardsを発表しました。 
モレノは、2019年のシュルレアリスムジュークボックスミュージカル映画K-12でフルールとして映画デビューしました。 2020年に、彼女はメキシコにイサベラ・デ・ラ・フエンテとして主演始まったNetflixのティーンドラマコントロールZ。 2020年3月では、HBOマックスシリーズゴシップガール のソフトリブートオリジナルシリーズが発表され、2021年7月8日に初演され、彼女がでルナ・ラとしてキャストされていたと発表された。 

## 主な出演作品
| 年            | 題名             | 役割                       | ノート                   |
| ------------- | ---------------- | -------------------------- | ------------------------ |
| 2019年        | K-12             | フルール                   | メイン                   |
| 2020年        | コントロールZ    | イサベラ・デ・ラ・フエンテ | メイン、8話（シーズン1） |
| 2021年–2023年 | ゴシップ・ガール | ルナ・ラ                   | メイン                   |
| 2021年–2022年 | クローズ         | セレナ                     | 4話                      |